# مايا ينستوك
مايا ينستوك (بالإنجليزية: Maia Weinstock)‏ هي كاتبة أمريكية ومشاركة في برمجة لعبة ليغو، تُقيم في كامبريدج بولاية ماساتشوستس. تخرجت من جامعة براون في عام 1999، وهي نائب رئيس تحرير مجلة ماساتشوستس التكنولوجيا الإخبارية.

## السيرة الذاتية
قبل أن تعمل مايا في معهد ماساتشوستس للتكنولوجيا كانت قد عملت في براين بوب، كما كانت محررة في موقع SPACE.com وسبق لها وأن نشرت العديد من المنشورات والمقالات العلمية.
في عام 2014، كتبت جريدة نيويورك تايمز مقالا مطولا عن مايا ينتسوك حيث وصفتها «بالويكيبيدية التي كان لها دور فعال في زيادة الوعي» من خلال الرغبة في تحقيق توازن بين الجنسين عند تحرير مقالات الموسوعة على شبكة الإنترنت؛ وكانت مايا قد حررت مقالا حول كيفية المساهمة والمشاركة في ويكيبيديا فحمست وساعدت أخريات على دخول عالم المعرفة الحرة وكتابة مقالات جديدة ثم توسيع أخرى موجودة ونشر كل النصوص تحت رخصة حرة.
بالإضافة إلى عملها ككاتبة للمقالات العلمية، فينستوك تنتمي لمجتمع الويكيبيديين وتُساهم في الموسوعة منذ سنوات عديدة وكانت قد شاركت في الجهود الرامية إلى تقليص الفجوة بين الجنسين حيث نشرت مقالات عديدة حول هذا الموضوع في مواقع مختلفة ودعت كل الفتيات والنساء إلى ضرورة المشاركة ومحاولة تعديل الكفة؛ ثم ساعدت أخريات من خلال العمل في إديتاثون وكذلك في آدا لوفلايس.
ساعدت مايا في برمجة وتطوير لعبة ليغو المصغرة وذلك بمساعدة من صديقتها كارولين بوركو، وقد ركزت مايا على تقديم أفكار جديدة للعبة ومحاولة تعزيزها؛ كما يعود لها الفضل في إنشاء «مسابقة العدالة القانونية» المضمنة داخل اللعبة والتي تم تصميمها لتبدو وكأنها قاعة محكمة مبنية من المكعبات، كما اعتمدت على المكعبات ذاتها في إنشاء إصدارات مصغرة من شخصيات وسياسيات أمريكيات من قبيل ساندرا داي أوكونور، روث بادر غينسبورغ، سونيا سوتومايور، وايلينا كاغان، إلا أن شركة ليغو رفضت هذا العرض أو المقترح باعتباره سياسيا خالصا وقد ساهم هذا الحدث في زيادة الدعاية لمشروع ليغو.
في آذار/مارس 2017، أعلنت ليغو عن نيتها تصميم «امرأة ناسا» بالمكعبات داخل اللعبة وذلك من خلال الاعتماد على تصميم ينستوك التي كانت قد قدمته في وقت سابق.